# Jon Snow
Jon Snow (pronuncia /ˈʤɒn ˈsnoʊ/) è un personaggio della saga letteraria di genere fantasy medievale Cronache del ghiaccio e del fuoco, creata dallo scrittore statunitense George R. R. Martin.
Jon è uno dei personaggi principali della saga e appare sin dal primo romanzo, Il gioco del trono.

## Caratteristiche
Jon Snow è un membro della Casa Stark, ufficialmente conosciuto come figlio bastardo di Eddard Stark, lord di Grande Inverno. L'identità della madre è tuttora ignota nei romanzi (ignota anche a Jon stesso), mentre viene svelata nella serie televisiva Il Trono di Spade.
Jon è un ragazzo dal carattere mite e gentile, che ha ereditato lo stesso senso della giustizia del padre. È introverso e riflessivo, nonché un attento osservatore. Ha un buon rapporto con il fratellastro coetaneo Robb, caratterialmente e fisicamente molto diverso. Molto legato anche ad Arya, Bran e Rickon, è indifferente a Sansa ed è trattato con ostilità dalla matrigna Catelyn.
Jon ha quattordici anni all'inizio della saga. Viene descritto come un ragazzo alto e snello, con l'aspetto fisico tipico della famiglia Stark: ha un viso allungato, la carnagione olivastra, i capelli castani e gli occhi di un grigio molto scuro, quasi nero.
Indossa vestiti con i colori tipici della casata Stark ma con i colori invertiti, per indicare il proprio status di bastardo. Parlando con suo zio Benjen, Jon racconta di essere inferiore a Robb come lanciere, ma di superarlo con la spada e di essere considerato il migliore a Grande Inverno come cavaliere.
Come i suoi fratellastri Bran e Arya, Jon possiede poteri da metamorfo, che si manifestano attraverso il fortissimo legame con il suo meta-lupo Spettro, potendo talvolta vedere attraverso i suoi occhi durante i sogni, o avvertendo le sensazioni e le emozioni dell'animale, quando questi gli è vicino. È tuttavia un dono che egli non coltiva e, anzi, cerca di reprimere, come nota con rammarico il metamorfo Varamyr Seipelli nel prologo di Una danza con i draghi.

## Biografia del personaggio

### Passato
Jon nasce nel 283º anno dopo la conquista del Continente Occidentale da parte di Aegon Targaryen il Conquistatore. Il suo nome è un omaggio di suo padre Eddard Stark verso il suo protettore Jon Arryn, mentre il cognome "Snow" è tradizionalmente dato ai figli bastardi di alto lignaggio del Nord. Jon è cresciuto ignaro dell'identità della madre, di cui Eddard si rifiuta di rivelare il nome.
Pur essendo un figlio illegittimo, Jon è stato accettato dal padre e cresciuto assieme al resto della famiglia; essendo quasi coetaneo del fratellastro Robb, i due ricevono la stessa educazione e vengono entrambi addestrati come cavalieri di alto rango. La cosa infastidisce notevolmente Catelyn Tully che mal sopporta la presenza del figlio illegittimo del marito; la situazione è aggravata dal fatto che, mentre tutti i figli di Catelyn e Ned (ad eccezione di Arya) somigliano principalmente alla madre, Jon presenta tutti i tratti somatici tipici degli Stark. Essendo cresciuto senza madre, Jon, come molti bastardi, è costretto a crescere più in fretta dei suoi fratelli quindi, all'inizio del romanzo, mostra capacità di giudizio superiori a questi ultimi.
In quanto figlio riconosciuto di un nobile, a Jon viene insegnato a leggere, cavalcare, cacciare e combattere.

### Il gioco del trono
Verso il compimento dei suoi quattordici anni Jon decide di entrare a far parte della confraternita dei Guardiani della notte, per seguire l'esempio di suo zio Benjen Stark. Un giorno, di ritorno dall'esecuzione di un disertore, Jon, Robb e Theon Greyjoy, prigioniero politico di Ned, si imbattono in una meta-lupa morta, circondata dalla sua prole ancora in vita. Essendo il meta-lupo il simbolo della Casa Stark, e considerati inoltre simbolo di buon auspicio, i sei cuccioli vengono presi in custodia da Robb; i primi cinque sono assegnati a ciascuno dei fratelli Stark, mentre a Jon viene affidato un cucciolo albino nettamente diverso dagli altri.
Quando suo fratello Bran finisce in coma dopo la caduta della torre, Jon va a dirgli addio un'ultima volta prima di partire con zio Benjen Stark; Catelyn, che veglia sul figlio inerme incessantemente, lo chiama per la prima volta per nome e il ragazzo pensa che voglia dirgli qualcosa di gentile, ma la matrigna invece gli dice brutalmente che avrebbe dovuto essere lui a cadere e non Bran. Questo mortifica Jon, che tuttavia, quando saluta Robb, gli dice che la lady di Grande Inverno è stata cortese, per non far preoccupare il fratellastro.
Durante il viaggio verso la Barriera per prendere i voti come Guardiano della notte, Jon è accompagnato tra gli altri da Tyrion Lannister, l'unico ad avvertirlo della realtà sul servizio a vita alla Barriera. Arrivato a destinazione, Jon apprende che suo zio è in procinto di partire per una spedizione; quando il suo ritorno si fa attendere più del previsto, Benjen viene creduto morto.
Il primo periodo di Jon sulla Barriera è molto duro, in quanto fatica ad ambientarsi con le altre reclute che egli umilia durante addestramenti, incurante di essere l'unico ad avere già sostenuto un addestramento a casa propria. Nel frattempo, è vessato dal crudele maestro d'armi del Castello Nero, ser Alliser Thorne, che ironicamente lo chiama "lord Snow", per sottolineare la sua condizione di bastardo. Col tempo, Jon comincia a cambiare atteggiamento e a maturare la consapevolezza dell'importanza della solidarietà tra confratelli, a prescindere dalle proprie origini, dopo un discorso con Donal Noye, il fabbro del Castello Nero.
Fa amicizia infine con l'obeso e timido Samwell Tarly, e lo aiuta a proteggersi dalle angherie degli altri ragazzi arrivati sulla Barriera, scagliati contro di lui da ser Alliser.
All'arrivo di nuove reclute a Jon viene comunicato da ser Alliser che, unitamente ad altri otto ragazzi, potrà prestare giuramento per entrare nei Guardiani della notte; nel gruppo però non è compreso Sam. Jon si reca così agli alloggi del maestro Aemon, il guaritore del Castello Nero. Jon lo mette al corrente dei propri timori per la vita di Sam e chiede al maestro di prenderlo con sé come attendente, riferendogli le qualità dell'amico, che pur non essendo un esempio di virtù marziale, potrebbe dare al maestro un valido e concreto aiuto. Sam infatti, al contrario di Chett, l'attuale attendente del maestro, sa leggere e scrivere, fare i conti e gestire i corvi messaggeri.
Sam viene quindi ammesso, tuttavia, Jon non viene incluso tra i ranger, ma nominato attendente al servizio del lord comandante Jeor Mormont. Questa decisione offende Jon, tuttavia l'amico Sam gli fa notare che l'uomo vuole tenere Jon accanto a sé in modo che egli possa essere suo erede e futuro lord comandante. Il giorno del giuramento di Jon e Sam in una radura appena oltre la Barriera, Spettro scopre i corpi di due degli uomini che accompagnavano Benjen Stark. La Guardia ritorna al Castello con i due cadaveri, però più tardi accade qualcosa di soprannaturale ed i due morti ritornano in vita, attaccando gli uomini della Guardia. Jon accorre in soccorso del suo comandante e distrugge la creatura usando il fuoco. Lord Mormont, in segno di gratitudine e fiducia nei suoi riguardi come futuro comandante della Guardia, affida a Jon "Lungo Artiglio", la sua spada bastarda di acciaio di Valyria. Allo scoppio della Guerra dei Cinque Re e alla notizia dell'esecuzione del padre, Jon incomincia a dubitare della sua scelta e decide di disertare e unirsi all'esercito di Robb. I suoi compagni però riescono a fermarlo e Jon decide quindi di rimanere fedele e onorare il suo giuramento e di seguire il lord Comandante nella spedizione oltre la Barriera.

### Lo scontro dei re
Jon partecipa alla grande escursione oltre la Barriera, per scoprire cosa sta succedendo nella Foresta Stregata in cerca dei ranger spariti, tra cui Benjen Stark. La spedizione sosta brevemente al castello di Craster, dove vengono a sapere che i Bruti, solitamente anarchici, si stanno unendo sotto il comando del cosiddetto Re oltre la Barriera, Mance Rayder, un ex-Guardiano della notte. Jon giunge fino al Pugno dei Primi Uomini e si offre di seguire Qhorin il Monco, ranger che parte volontariamente alla volta degli Artigli di Ghiaccio. Il gruppo uccide due Bruti di guardia; Jon, scoprendo che il terzo bruto da uccidere è in realtà una donna di nome Ygritte, decide di risparmiarle la vita e prenderla come prigioniera. In seguito Qhorin gli dà comunque l'ordine di ucciderla, ma Jon la lascia scappare via in segreto.
Una notte, Jon fa un sogno in cui vedendo attraverso gli occhi di Spettro, ha la visione di un folto numero di Bruti radunarsi in un luogo con giganti e mammut al seguito. Qhorin gli fa giurare di arrendersi al popolo libero e di far credere loro di essere un disertore, in modo da essere accolto tra di loro e di poter spiare le loro mosse dall'interno. Poco dopo, i due vengono attaccati da un gruppo di Bruti che prendono Jon come prigioniero e gli comandano di uccidere il suo compagno; Snow, seguendo gli ordini dello stesso Qhorin, uccide quest'ultimo per dar prova del suo tradimento.

### Tempesta di spade
Jon viene presentato a Mance Rayder, disertore dei Guardiani della notte ora autoproclamatosi Re oltre la Barriera. Jon dichiara di aver tradito il suo giuramento e grazie a questa menzogna viene accolto tra i Bruti. Durante la loro conversazione, Jon apprende dei piani di Mance per invadere i Sette Regni. Nel frattempo, inizia una relazione sessuale con Ygritte, rompendo il voto di castità dei Guardiani della notte.
Jon si unisce alla missione del bruto Styr per scalare la Barriera e prendere così il Castello Nero in parte sguarnito di uomini. Scalata la Barriera, assaltano un promontorio abitato e gli viene ordinato di uccidere un vecchio uomo innocente. Jon però si ribella e scappa, aiutato anche dall'intervento a sorpresa di Estate, meta-lupo di Bran che, in viaggio verso il Nord, sosta casualmente a poche leghe di distanza, all'oscuro della presenza del fratello. Rimane però ferito ad una gamba, a causa di una freccia scoccata dalla stessa Ygritte. Si dirige verso il Castello Nero e insieme a Donal Noye, organizza la difesa del Castello Nero. Noye muore nello scontro, Jon prende il comando degli uomini e li porta alla vittoria. Gli invasori rimangono uccisi e con loro Ygritte, che muore tra le sue braccia.
Poco tempo dopo, la Barriera finisce nuovamente sotto attacco ed è difesa da pochi uomini. Jon li guida di nuovo ma sua leadership è messa in dubbio da ser Alliser, che lo accusa di essere un traditore. Jon viene incarcerato per diserzione e processato alla Barriera, ma in seguito rilasciato e condotto a mediare con Rayder. Durante l'incontro con l'uomo i Bruti vengono accerchiati inaspettatamente dalle truppe di re Stannis Baratheon, giunto da Roccia del Drago in aiuto ai Guardiani della notte. Rayder viene fatto prigioniero e Jon torna alla Barriera, dove re Stannis gli offre la possibilità di diventare uno Stark legittimo e lord di Grande Inverno e gli propone di sposare Val (detta "Principessa dei Bruti") per unificare il Nord col popolo libero; tuttavia Jon decide di rimanere fedele ai propri voti e rinuncia ad entrambe queste proposte. Grazie all'intervento dell'amico Sam Tarly, viene infine eletto lord comandante e prende ufficialmente il comando del Castello Nero.

### Il banchetto dei corvi
Jon manda Sam presso Vecchia Città in modo che quest'ultimo possa studiare e soddisfare i requisiti per diventare maestro del Castello Nero, succedendo così all'anziano maestro Aemon. Insieme a Sam vengono inviati Dareon, un confratello incaricato di reclutare nuovi soggetti, Aemon, Gilly, figlia e moglie di Craster, e il suo bambino. Jon scopre inoltre che Melisandre, la sacerdotessa al seguito di re Stannis della quale non si fida, intende sacrificare il figlio di Rayder al dio R'hllor, in quanto di sangue reale, e per impedire che i suoi propositi si avverino, scambia il bambino col figlio di Craster.

### Una danza con i draghi
Come nuovo lord comandante, Jon propone di accogliere qualsiasi Bruto che voglia rifugiarsi a Sud della Barriera per fare causa comune contro la minaccia degli Estranei. La decisione incontra il dissenso da parte di diversi Guardiani della notte, che temono attacchi alle spalle. Intanto, in vista dell'inverno imminente e di un possibile attacco degli Estranei, Jon decide di far ristrutturare i castelli in rovina lungo la Barriera. Janos Slynt si rifiuta di sottostare agli ordini e Jon lo decapita con le proprie mani. Nel frattempo, Melisandre ordina l'esecuzione di Mance Rayder, per dissuadere i Bruti dal tentare ribellioni. Jon entra in contrasto sia con Stannis che con i suoi uomini, che lo accusano di essere troppo disponibile con il re. Dopo la partenza di Stannis, Jon convince quasi tutti i Bruti a difendere la Barriera e li invita a raggiungere il luogo.
In seguito, giunge alla Barriera un messaggio in cui è riportato che Ramsay Bolton sta per sposare Arya Stark per diventare lord di Grande Inverno; ignaro che la futura sposa di Ramsay sia in realtà un'impostora inviata dai Lannister, Jon è combattuto, essendo indeciso se aiutare sua sorella o essere fedele al giuramento. Melisandre, intenzionata a guadagnarsi la fiducia di Jon, gli promette che salverà Arya senza che lui infranga i suoi voti, inviando Rattleshirt a salvare Arya. L'uomo è in realtà Mance Rayder, salvato da Melisandre grazie a un incantesimo perché potesse sfuggire alla giustizia di Stannis. In seguito, una ragazza riesce a raggiungere il Castello Nero, ma non si tratta di Arya, bensì di Alys Karstark: la ragazza avvisa Jon che in realtà i Karstark hanno finto di voler appoggiare Stannis, per poi tradirlo nella sua marcia verso sud.
Jon invia Val a cercare Tormund Veleno di Giganti, per offrire protezione dagli Estranei a lui e ai suoi seguaci in cambio di oro e altri oggetti di valore, con lo scopo di vendere tali ricchezze a Braavos e poter comprare nella città libera viveri sufficienti per l'inverno. Il portale del Castello Nero viene dunque aperto per un'intera giornata, al fine di far transitare migliaia di persone del Popolo Libero attraverso la Barriera. Jon organizza, inoltre, una spedizione ad Aspra Dimora, luogo a nord della Barriera, onde soccorrere un numeroso gruppo di Bruti ivi radunatosi.
Quando riceve una pergamena da parte di Ramsay Bolton, in cui egli informa Jon della sua presunta vittoria contro Stannis Baratheon e inoltre impone ai Guardiani della notte di sottostare alle sue richieste, pena l'accusa di tradimento per il supporto fornito a Stannis, Jon decide di marciare contro di lui, facendosi accompagnare da un contingente di volontari, Guardiani e Bruti. Alcuni Guardiani interpretano questo progetto come un'aperta violazione della neutralità politica dei Guardiani della notte ed uccidono Jon, approfittando della confusione originatasi dallo scontro tra Wun Wun, gigante Bruto, e ser Patrek della Montagna del Re, cavaliere al seguito di Selyse Florent, consorte di Stannis. I sicari, capeggiati da Bowen Marsh, infliggono numerose coltellate a Jon, tra cui una in pieno petto: il corpo del ragazzo emette del fumo mentre si accascia sul suolo nevoso.

## Trasposizione televisiva
Nella serie televisiva Il Trono di Spade Jon Snow viene interpretato dall'attore britannico Kit Harington. Il personaggio fa la sua prima apparizione nell'episodio pilota, L'inverno sta arrivando, andato in onda il 17 aprile 2011.
Come molti personaggi, Jon risulta invecchiato nella serie televisiva, rispetto alla sua versione descritta nella saga letteraria, la quale inizia quando lui è appena quattordicenne, mentre ha diciotto anni nella prima stagione del telefilm. Nella serie televisiva non si fa, inoltre, alcun cenno ai suoi poteri di metamorfo.
Mentre nei romanzi le origini di Jon non sono ancora state chiarite, nella serie televisiva, al termine della sesta stagione, viene rivelato che sua madre è Lyanna Stark, la defunta sorella minore di Eddard, mentre il suo vero padre è Rhaegar Targaryen, fratello defunto di Daenerys, ed al termine della settima stagione viene rivelato che il suo vero nome di battesimo datogli in punto di morte dalla madre, è Aegon Targaryen.

### Prima stagione
Jon Snow è l'unico figlio bastardo di Eddard Stark e convive pacificamente con i suoi fratellastri Robb, Sansa, Bran, Rickon ed Arya; ignora totalmente l'identità della madre ed è molto malvisto e mal sopportato alla matrigna Catelyn Tully. Di ritorno da un'esecuzione privata insieme al padre Ned, al fratello Robb e a Theon, un amico di infanzia, trova una meta-lupa appena morta e i suoi piccoli cuccioli rimasti soli. I cuccioli sono pari al numero dei figli di Lord Stark ed ognuno di loro ne prende uno. A Jon viene affidato un cucciolo totalmente bianco diverso dagli altri, il quale lo chiama Spettro.
Prima che la sorellina minore Arya parta con Sansa e il padre Ned per Approdo del Re, Jon le regala una spada che ha fatto forgiare per lei ed ella la chiama "Ago". Per sottrarsi a un futuro da emarginato, dovuto alla sua condizione di bastardo, Jon decide di unirsi ai Guardiani della notte, trovando immediatamente diverse difficoltà a inserirsi tra i suoi confratelli, quasi tutti ex galeotti o criminali. Solo grazie a Tyrion Lannister (in visita temporanea), Jon comprende quanto sia stata dura la vita dei suoi compagni in confronto alla sua, riuscendo così a stringere un legame amichevole con loro e diventando una figura di riferimento grazie alla sua grande abilità con la spada. Il legame di amicizia più importante e forte che Jon instaura è quello con Samwell Tarly, ragazzo gentile e un po' impacciato.
Prestato il ferreo giuramento, Jon non viene incluso tra i ranger come sperava, ma nominato attendente al servizio del Lord Comandante Jeor Mormont. Questa decisione offende Jon, tuttavia l'amico Sam Tarly gli fa notare che probabilmente Mormont vuole tenere Jon accanto a sé in modo che egli possa essere suo erede e futuro Lord Comandante. In seguito, Jon salva Mormont da un non-morto e il Lord Comandante lo premia donandogli Lungo Artiglio, la storica e preziosa spada in acciaio di Valyria della Casa Mormont.
Dopo che il padre viene ingiustamente condannato a morte e decapitato, Jon cerca di abbandonare i Guardiani della notte per unirsi all'esercito del fratello Robb che ha dichiarato guerra agli odiati Lannister, nonostante la diserzione sia punibile con la morte, ma viene rintracciato e convinto dai suoi confratelli, in particolare l'anziano e saggio maestro Aemon Targaryen, a tornare alla guarnigione. Confessa il tentativo di fuga a Jeor Mormont, il quale gli rammenta che ciò che si trova oltre la Barriera sia molto più pericoloso di qualsiasi guerra tra gli esseri umani.

### Seconda stagione
Jon partecipa a una spedizione a nord della Barriera. La comitiva è ospite del Bruto Craster, un uomo che prende in mogli le sue figlie, le quali sono tutte frutto del medesimo incesto. Jon scopre che Craster offre in sacrificio ogni suo figlio maschio agli Estranei, grazie a questo evita che questi ultimi lo attacchino. Ne parla col comandante, ma egli gli risponde che non se ne deve curare perché oltre la Barriera le cose funzionano in modo molto diverso.
Unitosi poi a un piccolo gruppo di esploratori guidato dal ranger Qhorin il Monco, Jon viene incaricato di uccidere una prigioniera Bruta, la donna-guerriera Ygritte. Il ragazzo esita ad uccidere la donna, la quale riesce a fuggire prima di essere ripresa da Jon, ma troppo lontano perché i suoi confratelli lo possano individuare. Jon, inoltre, aveva portato Spettro con sé oltre la Barriera, ma lo aveva lasciato libero di cacciare e ne ha perso le tracce. Verrà a sua volta catturato dai Bruti stessi, ma Ygritte, attratta dal ragazzo, interviene per salvarlo affermando che essere il figlio di Ned Stark potrebbe renderlo più utile da vivo che da morto. Qhorin ordina a Jon di fingere di aver tradito i suoi compagni, in modo da potersi infiltrare tra i Bruti e scoprire i loro piani e si fa uccidere da Jon stesso per rendere credibile la messinscena. Jon viene quindi portato al cospetto del capo dei Bruti, Mance Ryder, il Re Oltre la Barriera.

### Terza stagione
Jon incontra Mance Ryder e lo convince ad accoglierlo dicendo di aver visto gli Estranei e di voler combattere per coloro che lottano per i vivi. Giura quindi fedeltà a Mance Ryder e viaggia con i Bruti, scoprendo che intendono scalare la Barriera e invadere Westeros. Tra Jon e Ygritte nasce l'amore e Jon infrange il voto di castità dei Guardiani della notte, con un rapporto sessuale con lei. Prima di scalare la Barriera, Ygritte gli dice di aver sempre saputo che lui non avrebbe mai tradito i Guardiani e non si aspetta che sia leale ai Bruti, ma solo verso di lei perché ora si appartengono a vicenda.
Una volta oltre la Barriera, il gruppo si avvia verso il Castello Nero. Quando Jon si rifiuta di uccidere un uomo innocente per dimostrare la sua lealtà, perde la sua copertura ed è costretto a fuggire dopo aver ucciso alcuni Bruti, ad eccezione di Tormund ed Ygritte, spezzando il cuore a quest'ultima, la quale capisce che il ragazzo l'ha abbandonata. Viene in seguito raggiunto e ferito da una delusa e furente Ygritte, che dichiara di amare, con tre frecce, ma riesce comunque a sfuggirle e a raggiungere Castello Nero. Come farà capire Tormund parlando con la stessa Ygritte, però, la donna non l'ha ucciso di proposito.

### Quarta stagione
Alliser Thorne e Janos Slynt chiedono la condanna a morte di Jon per tradimento dopo che questi ammette tutto ciò che ha fatto, ma Maestro Aemon è convinto della fedeltà di Jon ai Guardiani della notte e lo assolve. Jon conduce una spedizione al castello di Craster, dove alcuni Guardiani della notte hanno disertato e assassinato lord Mormont. Dopo aver sconfitto i disertori, Jon si riunisce al suo meta-lupo Spettro, che aveva perso durante il suo soggiorno oltre la Barriera. Offre alle mogli/figlie di Craster di venire al Castello Nero per metterle al sicuro, ma le donne preferiscono trovare la loro strada da sole, avendo subito abusi sia da Craster che dai Guardiani traditori.
Jon dice ad Alliser, che guida temporaneamente i Guardiani, di sigillare il tunnel perché esso non potrà resistere alla forza dei Giganti, ma Alliser, appoggiato da Lord Janos Slynt, non gli crede. I Bruti, assalgono il Castello mentre i giganti guidano l'assalto alla Barriera, ma vengono respinti dai Guardiani della notte sotto la guida di Jon dopo che ser Alliser era stato ferito e portato al sicuro, mentre Ygritte muore tra le braccia di Jon e Tormund viene fatto prigioniero.
Jon, consapevole della smodata inferiorità numerica dei Guardiani rispetto ai Bruti, decide di cercare e uccidere Mance Ryder, poiché è solo grazie a lui che i Bruti rimangono uniti. Jon finge di voler negoziare la pace con il Re oltre la Barriera, il quale gli assicura se apriranno loro il tunnel i Bruti non uccideranno nessuno, poiché cercano riparo dietro la Barriera contro gli Estranei, non terre di conquista. Mance intuisce le intenzioni di Jon, ma all'improvviso giunge l'esercito di Stannis Baratheon, che sbaraglia i Bruti. Quest'ultimo, saputo che Jon è il figlio di Ned Stark, gli chiede come trattare Mance e, dopo il suo consiglio, questi viene catturato. Dopo aver parlato con Tormund, il quale afferma che Ygritte lo amasse, Jon brucia il corpo della Bruta oltre la Barriera, in quanto quelle foreste erano la sua casa.

### Quinta stagione
Stannis usa Jon come intermediario tra lui e Mance, sperando di aggiungere l'esercito dei Bruti al proprio, offrendo loro in cambio delle terre a sud della Barriera. Mance si rifiuta di inginocchiarsi dinanzi a Stannis, e il re Bruto viene condannato a morte sul rogo, salvo venire poi ucciso da Jon con una freccia, risparmiandogli l'agonia delle fiamme. Stannis, intanto, non ha gradito l'atto di pietà di Jon verso Mance, ma apprezza il suo coraggio e gli offre l'opportunità di essere legittimato e diventare lord di Grande Inverno, in cambio del suo sostegno contro i Bolton e nelle future battaglie. Tuttavia, Jon non accetta per lealtà ai Guardiani, ritenendo che un Lord incapace di mantenere un giuramento non sia degno di tale titolo. Viene poi votato dai suoi compagni come nuovo Lord Comandante dei Guardiani della notte.
Per ottenere maggiore appoggio tra i Guardiani, ora che ne è il capo, Jon nomina ser Alliser Thorne Primo Ranger. Ordina poi a Janos Slynt di lasciare il Castello Nero e di ristrutturare una fortezza situata molto lontana da esso. L'ex comandante delle Cappe Dorate si rifiuta, insultandolo pubblicamente, quindi Jon lo condanna a morte e, in accordo con gli insegnamenti del proprio padre, esegue lui stesso la sentenza.
Temendo l'arrivo degli Estranei, Jon decide di accogliere i Bruti e di concedere loro terre a sud della Barriera, così libera Tormund perché lo aiuti a negoziare la pace. Jon spiega la propria decisione ai propri confratelli, affermando che i Bruti sono uomini come loro, solo che sono nati dall'altra parte della Barriera, ma pochi lo appoggiano.
Poco tempo dopo, Jon e un piccolo gruppo di Guardiani della notte vengono coinvolti in una sanguinosa battaglia contro degli Estranei, mentre erano in missione nella zona a nord della Barriera chiamata Aspra Dimora, dove si trovavano i Bruti da accogliere a sud della Barriera. Jon è costretto a combattere un Estraneo, scoprendo che le armi si frantumano a contatto con la spada della creatura. Tuttavia, recuperato Lungo Artiglio, Jon riesce ad ucciderlo, scoprendo che l'acciaio di Valyria funziona come il Vetro di Drago contro gli Estranei. Riuscito a fuggire con i compagni e i Bruti sopravvissuti, Jon vede il Re della notte resuscitare i compagni deceduti in battaglia come non-morti. Dopo aver aperto le porte della Barriera ai Bruti, Jon viene assassinato da alcuni suoi commilitoni, capitanati da Alliser Thorne.

### Sesta stagione
Ser Davos Seaworth, Edd l'Addolorato e altri diversi Guardiani fedeli a Jon si barricano in una stanza con Spettro e il corpo senza vita di Jon. In nome dell'amico caduto, essi non vogliono lasciare che Thorne rimanga impunito, ma sanno di non poter vincere da soli, quindi Edd parte in missione prima che giunga la notte e torna con Tormund e i suoi Bruti, arrestando i traditori con il loro aiuto. Davos incoraggia la sacerdotessa Melisandre, che ha ormai perso la fede nel suo Signore, a usare la sua magia per riportare in vita Jon e, nonostante i dubbi della donna, l'incantesimo funziona. Da questo momento, Melisandre rinnova la propria devozione religiosa e decide di servire Jon, affermando che il "Principe che fu promesso" non fosse Stannis, come aveva sempre pensato, bensì lui.
Dopo aver fatto impiccare i suoi stessi assassini, Jon lascia il comando dei Guardiani della notte a Edd, sostenendo che, in quanto morto, il suo ruolo tra i Guardiani abbia avuto fine. Prima di partire, viene raggiunto alla Barriera dalla sorellastra Sansa, con la quale si riconcilia e la ragazza chiede a Jon di aiutarla a scacciare da Grande Inverno l'esercito dei Bolton, guidato dal suo stesso marito, Ramsay. Jon è riluttante, finché non arriva una lettera minatoria da parte dello stesso Ramsay, il quale afferma di avere in ostaggio il più giovane dei fratelli Stark, Rickon, e di voler violentare Sansa insieme ai suoi uomini davanti a lui prima di darlo in pasto ai mastini insieme a tutti i Bruti, inclusi gli innocenti bambini e donne e anziani.
Jon, Sansa, Tormund e Davos, unitosi alla loro causa, iniziano a reclutare un esercito per poter assediare Grande Inverno e salvare Rickon da Ramsay, ma la loro armata raggiunge appena la metà dell'esercito dei Bolton poiché gli alfieri degli Stark non credono nella vittoria e rifiutano di unirsi a lui, solo i Bruti, i pochi soldati di Casa Mormont e Casa Hornwood lo sostengono. La battaglia sembra perduta, ma giunge in aiuto l'esercito della Valle di Arryn, guidato da Petyr Baelish, che salva la situazione: Grande Inverno torna nelle mani degli Stark, e Ramsay viene dato in pasto ai suoi stessi cani. Davos scopre le responsabilità di Melisandre nel sacrificio di Shireen, e Jon la esilia per sempre dal Nord. I signori del Nord e della Valle, riuniti e spronati dalla giovanissima Lyanna Mormont, essendo il giovane Snow l'ultimo figlio seppur illegittimo del precedente Re, Ned Stark, rimasto in vita con il suo sangue nelle vene proclamano e riconoscono Jon come nuovo Re del Nord.
Intanto Bran Stark ha una incredibile visione del passato in cui scopre la verità sull'identità del fratellastro Jon: egli è in realtà l'unico figlio di Lyanna Stark e del principe Rhaegar Targaryen, il fratello maggiore di Daenerys e legittimo erede al Trono di Spade che venne ucciso molti anni prima nella Ribellione di Robert. Lyanna subito dopo aver partorito, morente e spaventata, supplicò il fratello Ned di nascondere il suo vero nome e la sua vera identità per proteggerlo dalla furia omicida di re Robert Baratheon (che per vendicarsi giurò di voler uccidere tutti i Targaryen viventi), crescendolo come figlio suo.

### Settima stagione
Jon è il nuovo Re del Nord e si prepara alla guerra con gli Estranei: chiede a Tormund di presidiare il Forte Orientale con i Bruti, accetta la sottomissione dei figli dei leader traditori Umber e Karstark; viene imposto il servizio militare obbligatorio per tutte le persone abili, incluse le donne. Jon riceve una missiva da Sam che informa di immense riserve di ossidiana a Roccia del Drago, ed un'altra da Tyrion che lo invita ad allearsi a Daenerys Targaryen, appena sbarcata nel Continente Occidentale.
Nonostante le obiezioni dei suoi sottoposti, Jon parte per Roccia del Drago insieme a Davos Seaworth, e lascia la gestione di Grande Inverno nelle mani di Sansa. I due sovrani si incontrano a Roccia del Drago ed entrano subito in forte contrasto, dato che Jon si rifiuta di sottomettersi a Daenerys che obbiettivamente non conosce e ribadisce di essere a Roccia del Drago solo per avere la preziosa ossidiana, unico materiale in grado di distruggere gli Estranei. Nel frattempo scopre di avere una buona ed innata affinità con i draghi di Daenerys, riuscendo ad accarezzare il drago Drogon e la cosa stupisce la Madre dei Draghi.
Convinto della minaccia rappresentata dagli Estranei, Tyrion invita Jon a recarsi con un piccolo gruppo di guerrieri oltre la Barriera e catturare un non-morto da mostrare a Cersei Lannister, in modo da far temporaneamente cessare la guerra tra quest'ultima e Daenerys. Il gruppo riesce a catturare un non-morto e scopre casualmente come la morte di un Estraneo coinvolga tutti i non-morti da esso generati; subito dopo l'intero esercito piomba loro addosso e sono costretti a salvarsi su un lago ghiacciato. Quando i non-morti stanno per sopraffarli, giunge in soccorso Daenerys con i suoi tre draghi, ma il Re della Notte uccide il drago Viserion che trasformerà in un non-morto. Jon stesso viene spinto in acqua dai non-morti e, seppur riesca a tornare in superficie, è il sacrificio di suo zio Benjen (mimetizzato tra i non-morti) a salvarlo. A seguito di ciò, Jon grato per l'azione della donna riconosce Daenerys come sua regina e i due si alleano per fermare la venuta dei mortali Estranei.
Ad Approdo del Re, Jon mostra il non-morto alla regina Cersei, che accetta l'armistizio e promette il suo supporto nella guerra contro gli Estranei. Jon torna a Roccia del Drago dove si confronta anche con Theon Greyjoy e lo perdona per il suo tradimento soprattutto quando apprende ciò che ha fatto per salvare la sorellastra Sansa. Parte poi verso il Nord su una nave insieme a Daenerys, divenendone l'amante, inconsapevole del grado di parentela che li lega. Nel frattempo Bran Stark e Samwell Tarly mentre si confrontano, scoprono una verità aggiuntiva su Jon: i suoi veri genitori che erano realmente innamorati, lo battezzarono "Aegon Targaryen" e si erano ufficialmente sposati legalizzandone la nascita, facendo di lui l'unico e legittimo erede al Trono di Spade.

### Ottava stagione
Tornato al Nord e riunitosi finalmente anche con gli adorati fratelli minori Bran ed Arya, Jon deve affrontare il disappunto dei suoi alfieri e di Sansa per la sua decisione di cedere il Nord a Daenerys riconoscendola come regina, ma Jon risponde di aver dovuto scegliere tra condannare il Nord ad un'inevitabile morte contro gli Estranei o inginocchiarsi per poter salvare il suo popolo. In seguito Jon, spronato da Daenerys, cavalca per la prima volta un drago, Rhaegal.
Nelle cripte, mentre contempla la statua di Ned Stark, viene raggiunto dall'amico Sam che, astioso verso Daenerys per aver giustiziato suo padre e suo fratello, rivela a Jon la scottante verità sulle sue origini riguardo al suo essere l'unico figlio rimasto in vita di colui che un tempo avrebbe preso il comando dei Sette Regni, il principe Rhaegar Targaryen. Jon è profondamente sconvolto ed è riluttante a reclamare il Trono di Spade, nonostante Sam gli dica che sarebbe un sovrano migliore di Daenerys. Quando Jaime Lannister giunge a Grande Inverno rivelando che Cersei li ha ingannati circa il suo supporto, Jon si schiera con Sansa nel decidere di integrare comunque Jaime nel loro esercito, contro il parere di Daenerys che vorrebbe condannarlo a morte. Dopo una lunga indecisione, mentre sono nella cripta della famiglia Stark, Jon racconta a Daenerys la verità sul legame romantico tra suo fratello maggiore Rhaegar e Lyanna Stark svelandole la verità sulle sue origini assieme al suo vero nome. Daenerys, sconvolta dalla rivelazione, subito si irrigidisce e diviene particolarmente nervosa, sapendo che ora la sua pretesa al trono è molto meno sicura.
All'arrivo degli Estranei a Grande Inverno, Jon e Daenerys combattono ognuno a cavallo di un drago, ma entrambi vengono infine disarcionati. Resuscitando i morti nella battaglia, il Re della Notte impedisce a Jon di ucciderlo. Quando, infine, Viserion è in procinto di bruciare Jon, Arya riesce a uccidere il Re della Notte con la sua daga in acciaio di Valyria, mettendo fine alla battaglia.
Con la sconfitta degli Estranei, Daenerys decide che è giunto il momento di attaccare Cersei e supplica, o meglio ordina a Jon, di non rivelare la verità sulle sue origini, ma egli ancora turbato e combattuto sul da farsi, svela insieme a Bran il segreto alle sue sorelle adottive e subito Sansa, che non accetta la Madre dei Draghi come regina e temendo per le sorti del Nord, cerca di usare l'informazione ai danni di Daenerys rivelando tutto al suo primo marito, Tyrion. Venuto a conoscenza del segreto anche Varys, quest'ultimo chiede a Jon di reclamare il trono, ritenendolo più adatto a governare, essendo lui molto più compassionevole e cauto poiché Varys si è reso conto che la giovane Targaryen sta divenendo in maniera preoccupante e seria sempre più instabile, ma Jon rifiuta e rimane fedele a Daenerys, della quale in fondo è ancora innamorato. Ma la lealtà di Jon verso di lei si sgretola quando la Madre dei Draghi, ormai completamente accecata dall'ambizione di potere ed impazzita, rade al suolo tutta Approdo del Re, sterminando migliaia di abitanti innocenti, tra cui bambini, sotto gli occhi atterriti ed impotenti di Tyrion e dello stesso Jon. All'inizio Jon cerca di credere ancora in Daenerys, sapendo quanto ella abbia sofferto, ma dopo aver parlato prima con Arya e poi ancor più duramente con Tyrion, i quali gli spiegano che Daenerys ormai non si fermerà davanti a nulla pur di mantenere il suo potere e che lui per lei rappresenterà sempre e solo una minaccia (essendo il legittimo erede), capisce di aver commesso un errore riponendo la sua fiducia nella persona sbagliata e decide di agire. Davanti al Trono di Spade, cerca disperatamente di far ragionare la regina facendo appello alla sua umanità, ma quando ella non solo si rifiuta di mettere fine alla guerra poiché nella sua follia è fermamente convinta di essere nel giusto anche quando non lo è, ma gli chiede di unirsi a lei nella sua opera distruttiva e pericolosamente sanguinaria dove chiunque dovrà piegarsi davanti al suo volere, Jon Snow devastato dal dolore, la pugnala al cuore uccidendola.
Per aver ucciso la Madre dei Draghi, Jon viene arrestato e gli Immacolati fedeli a Daenerys, tra cui Verme Grigio, vogliono la sua morte mentre i fratelli Stark e altri nobili si oppongono, e durante un concilio di lord e lady di Westeros, in cui Sansa diventa Regina del Nord e Bran il nuovo sovrano dei rimanenti sei regni, viene deciso il suo destino: per accontentare sia i sostenitori di Daenerys che la famiglia di Jon, lui è nuovamente obbligato ad unirsi ai Guardiani della notte. Jon prima di raggiungere il Nord, saluta calorosamente e con affetto i suoi fratellastri, in realtà cugini, e una volta tornato al Castello Nero, viene accolto dall'amico Tormund, dal fedele metalupo Spettro e dal Popolo Libero, con i quali Jon, con addosso gli abiti neri, varca i cancelli della Barriera per raggiungere il vero Nord.